# Herod z Askalonu
Herod z Askalonu, czasami określany w literaturze jako Herod I (ur. ok. 178 p.n.e.) – kapłan świątyni w Askalonie, prawdopodobny protoplasta dynastii herodiańskiej, ojciec Antypasa I.
Pochodzenie dynastii herodiańskiej, jak też istnienie Heroda z Askalonu, jest cały czas tematem dyskusji w literaturze naukowej.